# Piotr Bania
Piotr Bania (ur. 6 lutego 1973 w Krakowie) – polski piłkarz, występował na pozycji napastnika.

## Kariera zawodnicza
Jest wychowankiem klubu Wawel Kraków. W swojej karierze grał także w zespołach: Kabel Kraków, Hutnik Nowa Huta, Proszowianka Proszowice, Cracovia i Wisła Płock. Król strzelców II ligi w sezonie 2003/2004. W sezonie 2004/2005 zdobył 12 bramek dla „Pasów”. W rundzie jesiennej sezonu 2007/2008 występował w Wiśle Płock. W styczniu 2008 r. przeniósł się do Sandecji Nowy Sącz. 

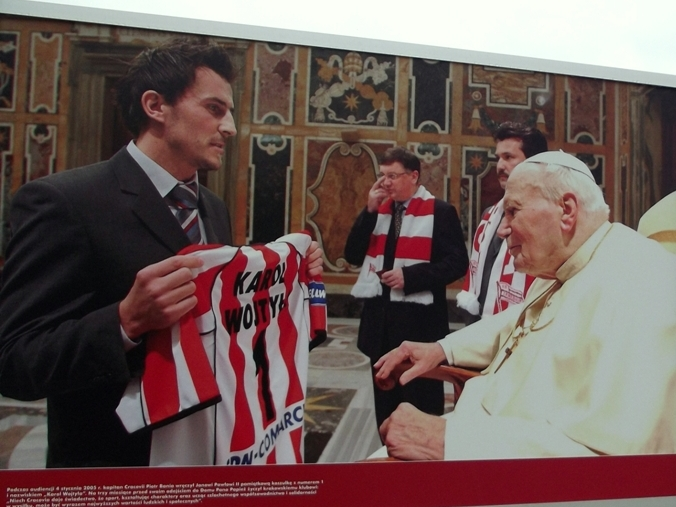
Kapitan Cracovii Piotr Bania wręcza koszulkę klubową Janowi Pawłowi II

## Kłopoty z prawem
11 kwietnia 2011 został oskarżony o udział w ustawieniu meczu Cracovii z Zagłębiem Lubin. Wydział Dyscypliny PZPN ukarał go za korupcję 6-miesięczną dyskwalifikacją.